# Saint-Abit
Saint-Abit é uma comuna francesa na região administrativa da Nova Aquitânia, no departamento dos Pirenéus Atlânticos. Estende-se por uma área de 4,24 km². Em 2010 a comuna tinha 322 habitantes (densidade: 75,9 hab./km²).